# Nový rybník (Loučeň)
Nový rybník je rybník o rozloze asi 2,1 ha, zhruba obdélníkovitého tvaru, nalézající se v lese v katastru městysu Loučeň v okrese Nymburk. Je zakreslen již na mapovém listě č. 76 z I. vojenského mapování z let 1764–1783.
Rybník je využíván pro chov ryb.

## Galerie

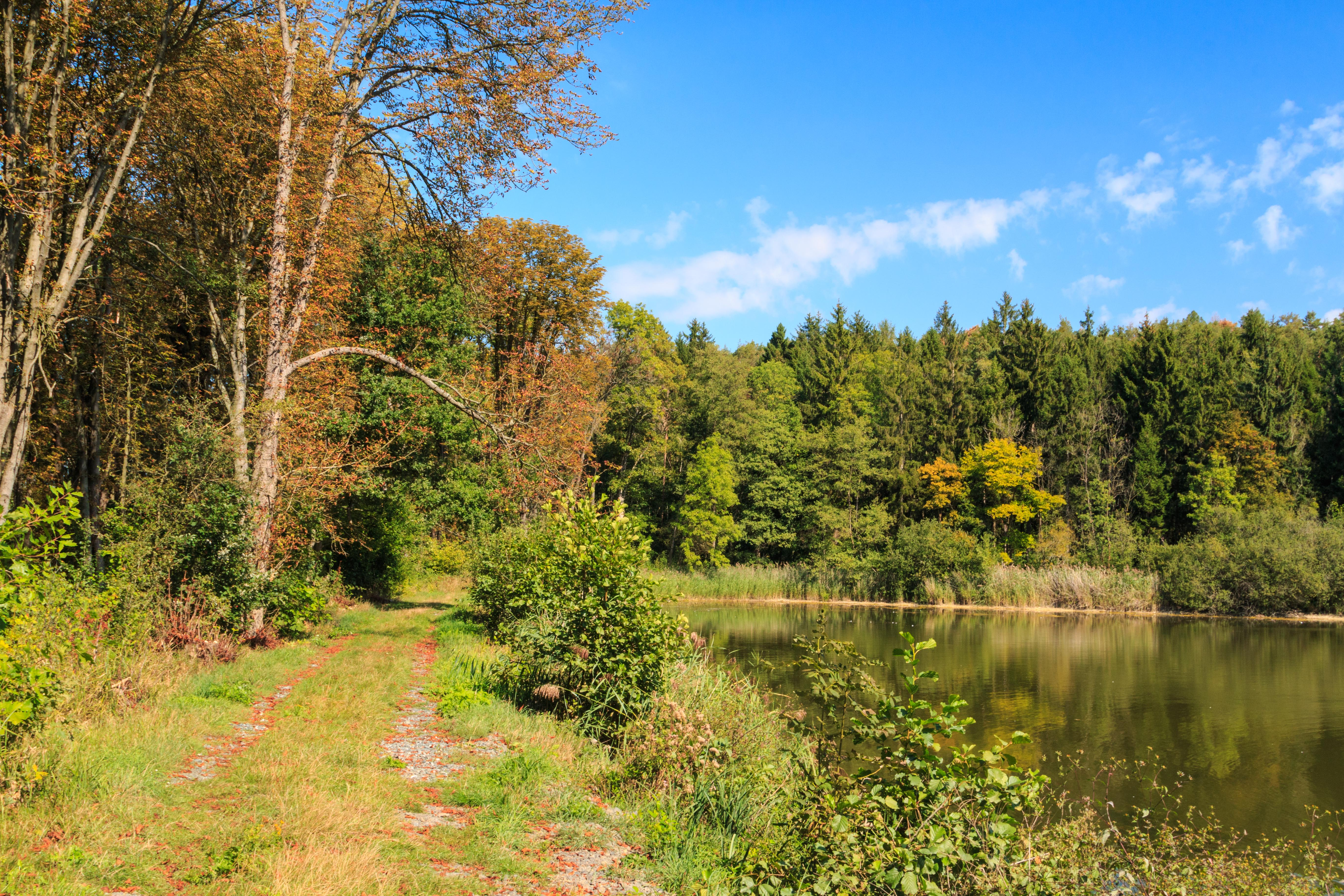
Nový rybník
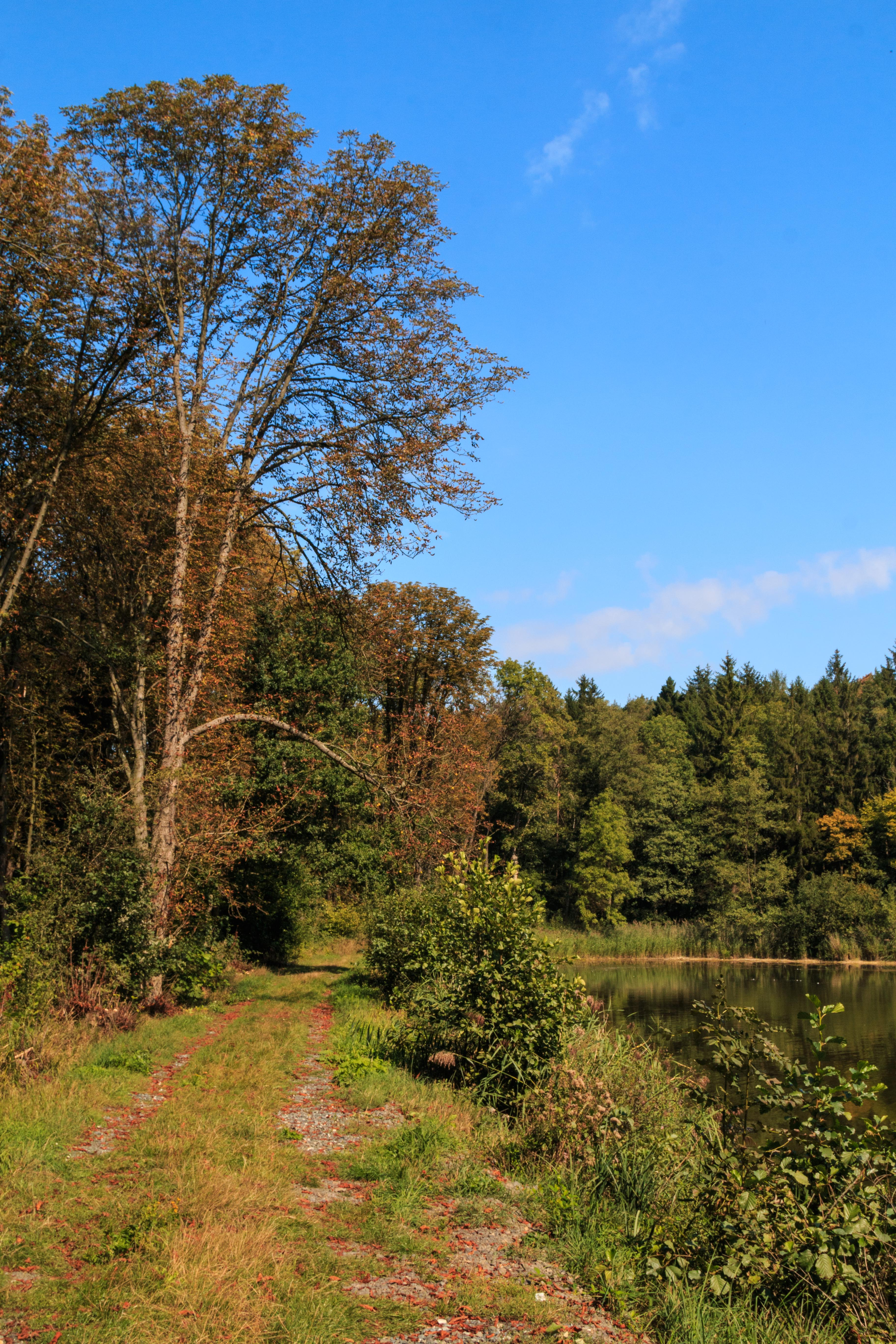
Nový rybník
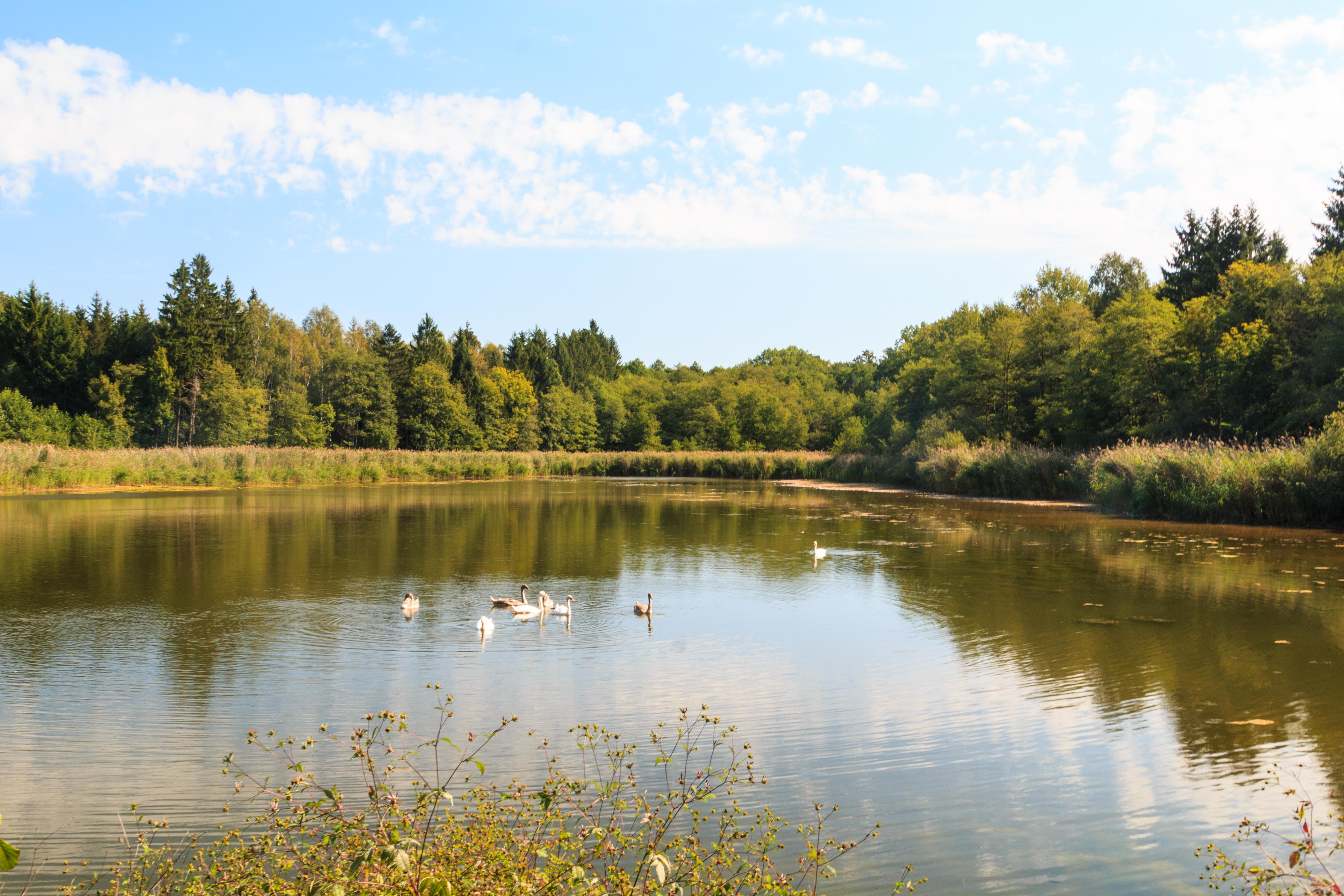
Nový rybník
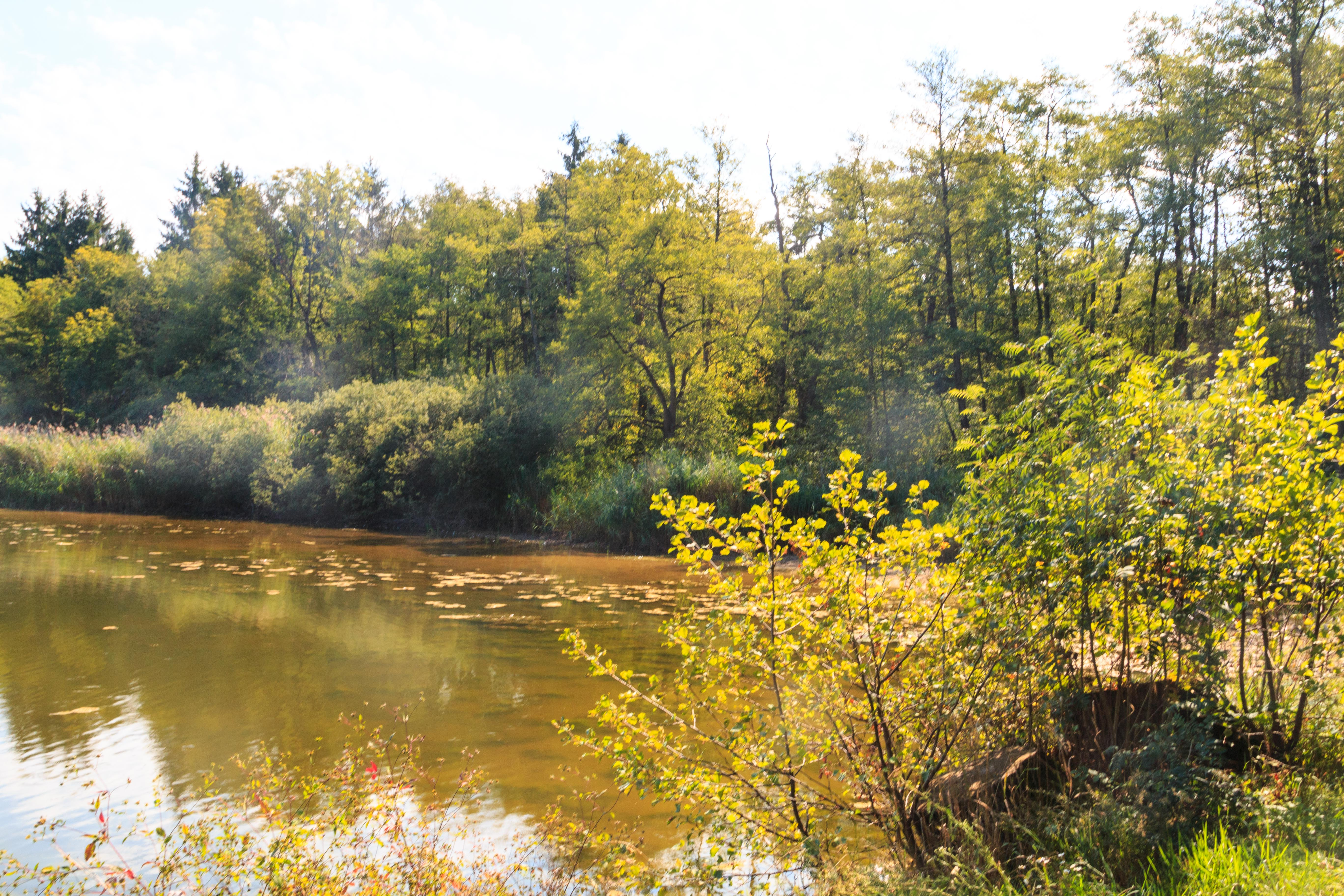
Nový rybník